# Быково (Крым)
Быково (до 1948 года Байгонду́, Бай-Конды́; укр. Бикове, крымскотат. Bay Qondı, Бай Къонды) — исчезнувшее село в Раздольненском районе Республики Крым, располагавшееся на севере района, в степной части Крыма, примерно в полукилометре восточнее современного села Чернышёво.

### Динамика численности населения
| - 1806 год — 55 чел. - 1889 год — 37 чел. - 1892 год — 25 чел. | - 1900 год — 27 чел. - 1915 год — 30/22 чел. - 1926 год — 70 чел. |

## История
Первое документальное упоминание села встречается в Камеральном Описании Крыма… 1784 года, судя по которому, в последний период Крымского ханства Бай Конес входил в Мангытский кадылык Козловскаго каймаканства. После присоединения Крыма к России (8) 19 апреля 1783 года, (8) 19 февраля 1784 года, именным указом Екатерины II сенату, на территории бывшего Крымского ханства была образована Таврическая область и деревня была приписана к Евпаторийскому уезду. После павловских реформ, с 1796 по 1802 год входила в Акмечетский уезд Новороссийской губернии. По новому административному делению, после создания 8 (20) октября 1802 года Таврической губернии, Байгонду был включён в состав Джелаирской волости Евпаторийского уезда.
По Ведомости о волостях и селениях, в Евпаторийском уезде с показанием числа дворов и душ… от 19 апреля 1806 года в деревне Байконду числилось 11 дворов и 55 крымских татар. На военно-топографической карте генерал-майора Мухина 1817 года рядом обозначены 2 деревни Байконду с 10 дворами в обеих. После реформы волостного деления 1829 года Бай Гонду, согласно «Ведомости о казённых волостях Таврической губернии 1829 года» отнесли к Атайской волости (переименованной из Джелаирской). На карте 1836 года в деревне 13 дворов. Затем, видимо, в результате эмиграции крымских татар, деревня заметно опустела и на карте 1842 года деревня Бай Конды обозначена условным знаком «малая деревня», то есть, менее 5 дворов.
В 1860-х годах, после земской реформы Александра II, деревню приписали к Биюк-Асской волости.
Согласно «Памятной книжке Таврической губернии за 1867 год», деревня была покинута жителями в 1860—1864 годах, в результате эмиграции крымских татар, особенно массовой после Крымской войны 1853—1856 годов, в Турцию и вновь заселена татарами. По обследованиям профессора А. Н. Козловского 1867 года, вода в колодцах деревни была пресная, а их глубина дсоставляла 3—5 саженей (6—10 м). На трехверстовой карте Шуберта 1865—1876 года селение Бай-Конды обозначено без указания числа дворов. В «Памятной книге Таврической губернии 1889 года», по результатам Х ревизии 1887 года, в деревне Байгонды числилось 8 дворов и 37 жителей. Согласно «…Памятной книжке Таврической губернии на 1892 год», в деревне Байгонды, входившей в Аипский участок, было 25 жителей в 5 домохозяйствах.
Земская реформа 1890-х годов в Евпаторийском уезде прошла после 1892 года, в результате Байгонду приписали к Коджанбакской волости.
По «…Памятной книжке Таврической губернии на 1900 год» в деревне числилось 27 жителей в 4 дворах. По Статистическому справочнику Таврической губернии. Ч.II-я. Статистический очерк, выпуск пятый Евпаторийский уезд, 1915 год, в имении Байгонды (братьев Абла-Оглу) Коджамбакской волости Евпаторийского уезда числилось 4 двора с татарским населением в количестве 30 человек приписных жителей и 22 — «посторонних», из которых 31 мужчина и 21 женщина. Жители владели 862 десятинами удобной земли. В хозяйствах имелось 49 лошадей, 24 волов, 9 коров и 250 голов мелкого скота.
После установления в Крыму Советской власти, по постановлению Крымревкома от 8 января 1921 года № 206 «Об изменении административных границ» была упразднена волостная система и село вошло в состав Бакальского района Евпаторийского уезда, а в 1922 году уезды получили название округов. 11 октября 1923 года, согласно постановлению ВЦИК, в административное деление Крымской АССР были внесены изменения, в результате которых округа были отменены, Бакальский район упразднён и село вошло в состав Евпаторийского района. Согласно Списку населённых пунктов Крымской АССР по Всесоюзной переписи 17 декабря 1926 года, в селе Байгонды, Ак-Шеихского сельсовета (в котором село состоит всю дальнейшую историю) Евпаторийского района, числилось 15 дворов, все крестьянские, население составляло 70 человек, из них 50 русских, 9 украинцев, 7 татар, 4 белоруса. Постановлением КрымЦИКа от 15 сентября 1930 года был создан Ишуньский район, уже как национальный (лишённый статуса национального постановлением Оргбюро ЦК КПСС от 20 февраля 1939 года) украинский и село включили в его состав. После создания в 1935 году Ак-Шеихского района (переименованного в 1944 году в Раздольненский) Байгонду включили в его состав.
С 25 июня 1946 года Байгонду в составе Крымской области РСФСР. Указом Президиума Верховного Совета РСФСР от 18 мая 1948 года, Байгонду переименовали в Быково. 26 апреля 1954 года Крымская область была передана из состава РСФСР в состав УССР. Ликвидировано к 1968 году (согласно справочнику «Крымская область. Административно-территориальное деление на 1 января 1968 года» — в период с 1954 по 1968 годы, как посёлок Раздольненского поссовета).